# Reggimento genio ferrovieri
Il Reggimento genio ferrovieri è un reparto dell'Esercito Italiano con sede a Castel Maggiore (BO); dipende dal Comando Genio.

## Storia
In Italia il primo impiego del treno per scopi militari si registra nel 1859, quando alcuni reparti del 1º e 2º Reggimento Pontieri vennero addestrati per l'esercizio della ferrovia per il trasporto degli eserciti franco-piemontesi impegnati nella seconda guerra d'indipendenza.
Il 20 ottobre 1860, alla 6ª Compagnia del 2º Reggimento Genio, venne concessa la prima decorazione per la specialità ferrovieri, una Medaglia di Bronzo al Valor Militare per il comportamento tenuto nei combattimenti del Macerone.
Soltanto il 1º luglio 1895 venne costituita la Brigata Ferrovieri (battaglione) al comando del Maggiore Giuseppe Fassini: l'unità divenne nell'ottobre 1910 il Reggimento Genio Ferrovieri. Durante il primo conflitto mondiale il Reggimento fornì una partecipazione imponente, riassumibile nella costruzione di 147 km di linee ferroviarie complete di opere d'arte, 600 km di decauville, nel ripristino di 144 ponti e nel trasporto di Grandi Unità nei diversi settori del fronte. Per il secondo conflitto mondiale il Reggimento Genio Ferrovieri mobilitò 13 battaglioni ferrovieri di lavoro e 3 gruppi di esercizio linee su 5 sezioni ciascuno.
I reparti vennero impegnati su tutti i fronti, dall'Africa alla Russia, dalla Francia alla Grecia. L'impiego operativo fu particolarmente intenso nella Jugoslavia occupata, dove l'orografia del territorio si prestava particolarmente all'uso della ferrovia. Per la protezione delle linee dall'attività della guerriglia, il genio ferrovieri immise in servizio dieci treni blindati (da T.B. 1 a T.B. 10), autoblindo ferroviarie AB40/41, autocarrette ferroviarie OM e le potenti littorine blindate Ansaldo Libli, in collaborazione con la Milizia ferroviaria.

## Dopoguerra
Dopo la guerra e gli impegni post bellici, il 1º ottobre 1957 il Reggimento fu ricostituito su Compagnia Comando Reggimentale, 1º Battaglione Genio Ferrovieri, 2º Battaglione Genio Pontieri, Compagnia Esercizio linee. Il 29 giugno 1958, con solenne cerimonia, ricevette la Bandiera di Guerra su cui era già appuntata la Medaglia di bronzo al valor militare, e alla quale si aggiunse una Croce di guerra al valor militare ottenuta dal 1º Battaglione Ferrovieri in Russia.
Il 1º gennaio 1962 il Reggimento Genio Ferrovieri assunse in organico il 6º Battaglione Genio Pionieri di Corpo d'Armata che fu poi soppresso il 31 ottobre 1975. Dal 1º febbraio 1964 il 2º Battaglione Genio Pontieri tornò alle dipendenze del 2º Reggimento Genio Pontieri.
L'Unità venne rimpiazzata dal potenziamento della preesistente Compagnia Esercizio che dal 1º luglio 1965 divenne il II Battaglione Genio Ferrovieri Esercizio.
Il 24 giugno 1984 venne concessa alla Bandiera del Reggimento una Croce di bronzo al merito dell'Esercito per il ripristino della linea Milano-Domodossola danneggiata da eventi atmosferici. Il 20 giugno 1998, in occasione della Festa del Genio, celebrata presso la Scuola del Genio in Roma-Cecchignola, al Reggimento fu conferita la Medaglia d'argento al valore dell'Esercito per il lavoro svolto in Bosnia durante la missione IFOR-SFOR.
Il 10 giugno 1992, lungo la ferrovia Chivasso - Ivrea - Aosta, allora gestita dal reggimento, avvenne un grave incidente ferroviario al portale Sud della galleria Caluso, dove il diretto Torino - Aosta tamponò il regionale Aosta - Chivasso uccidendo 6 persone (tra cui il macchinista del diretto) e ferendone 33. I due militari del reggimento vennero condannati a due anni di reclusione.
Dal 1999 il Reggimento venne impiegato in Kosovo nell'ambito della missione KFOR (Task Force presso la stazione di Kosovo Polje Teretna), per il ripristino delle linee ferroviarie danneggiate dalla guerra e per consentire il trasporto di materiali su rotaia dalla vicina Macedonia. Nel 2000, in sei mesi venne completamente ripristinata la linea per Pristina, mediante la ricostruzione di una tratta ferroviaria lunga circa 15 km.

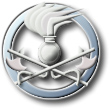
Fregio dell'Arma del genio dell'Esercito Italiano

Nel corso del 2002 il Reggimento cedette alle Ferrovie dello Stato la tratta Chivasso-Aosta ridislocando il Battaglione Esercizio nella sede di Castel Maggiore (BO).

## Il Reggimento oggi
L'unità forma il suo personale ed è incaricata di eseguire la manutenzione ordinaria e straordinaria dei raccordi ferroviari militari. Provvede inoltre al montaggio di piani caricatori militari scomponibili per incrementare le capacità di carico e scarico delle stazioni ferroviarie, costruisce ponti metallici stradali e ferroviari e invia in rinforzo alle Ferrovie Volontari capistazione, macchinisti, deviatori-manovratori ed operai all'armamento. Il reggimento è alimentato da volontari. Si esercita presso il Poligono Palmanova, adiacente alla caserma e alla ferrovia Bologna - Padova a cui è raccordato. Possiede un convoglio di pronto intervento formato da 14 carrozze, costruito tra la fine degli anni Settanta e inizi dell’Ottanta, su vecchie carrozze ristrutturate dal personale del Genio. I genieri si esercitano attualmente sulle linee dell’Emilia Romagna grazie a tre convezioni in atto con: FER, Trenitalia Tper e Dinazzano Po.

## Dipendenza
Il Reggimento Genio ferrovieri fa parte del Comando Genio, che a sua volta dipende gerarchicamente dal "Comando delle forze operative terrestri" o COMFOTER.

## Struttura
- Comando di Reggimento
- Battaglione Genio ferrovieri
  - Compagnia Armamento e Ponti Ferroviari
  - Compagnia Esercizio
  - Compagnia Attrezzature Speciali e Costruzioni
  - Compagnia Viabilità e Lavori in Terra
  - Compagnia Comando e Supporto logistico.

## Soccorso alla popolazione
- Febbraio 2012: aliquote di personale e mezzi del Reggimento Genio ferrovieri sono state mobilitate per l'emergenza maltempo e sono intervenute a Forlì, Cesena, Bologna e presso i comuni di Meldola, Predappio e Fiumana.[2][3]
- Maggio 2012: il treno del Genio ferrovieri sostò in stazione a Bondeno, a supporto della Protezione Civile comunale, per ospitare la popolazione sfollata dopo gli eventi sismici del 20 e 29 maggio 2012.[4][5]

## Onorificenze
Nella sua storia il Reggimento Genio ferrovieri ha meritato le seguenti onorificenze alla bandiera di guerra:

## Simbolo

### Scudo
Inquartato. Nel primo della Città di Torino che è d'azzurro al toro furioso d'oro cornato d'argento; nel secondo di porpora al tridente bizantino d'Ucraina caricato con uno scudetto di azzurro; nel terzo della provincia di Campobasso che è di rosso, alla ghirlanda di spighe di grano con in mezzo una stella ad otto raggi; nel quarto della provincia di Bologna che è d'azzurro al leone rampante d'oro che leva un vessillo a tre fasce, di verde, d'argento con motto "Libertas" e di rosso.

### Ornamenti
Sullo scudo corona turrita d'oro, accompagnata sotto da nastri annodati nella corona, scendenti e svolazzanti in sbarra e in banda al lato dello scudo, rappresentativi delle ricompense al Valore. Sotto lo scudo su lista bifida d'oro, svolazzante, con la concavità rivolta verso l'alto, il motto "Fervidis rotis ad metam".

## Armi e mezzi in dotazione

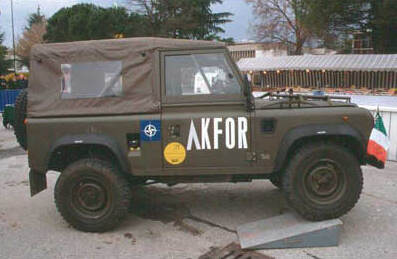
AR 90

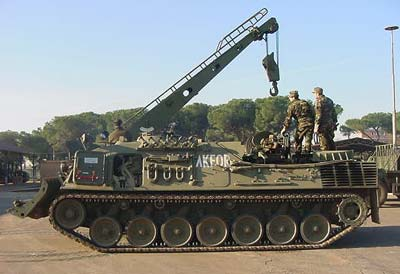
Carro pioniere "Pionierpanzer"

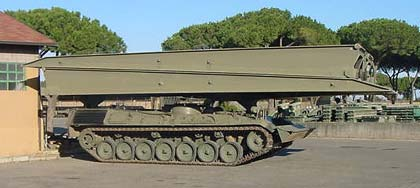
Carro gittaponte "Biber"

### Armamento
- Pistola automatica "BERETTA 92 FS" cal.9
- Fucile d'assalto "AR 70/90" cal. 5,56
- Arma di reparto "MINIMI" cal. 5,56
- Arma di reparto "MG 42/59" cal. 7,62 NATO
- Arma di reparto Browning cal. 12,7
- OD 82/SE
- Mortaio rigato da 120 mm